# Hjuling

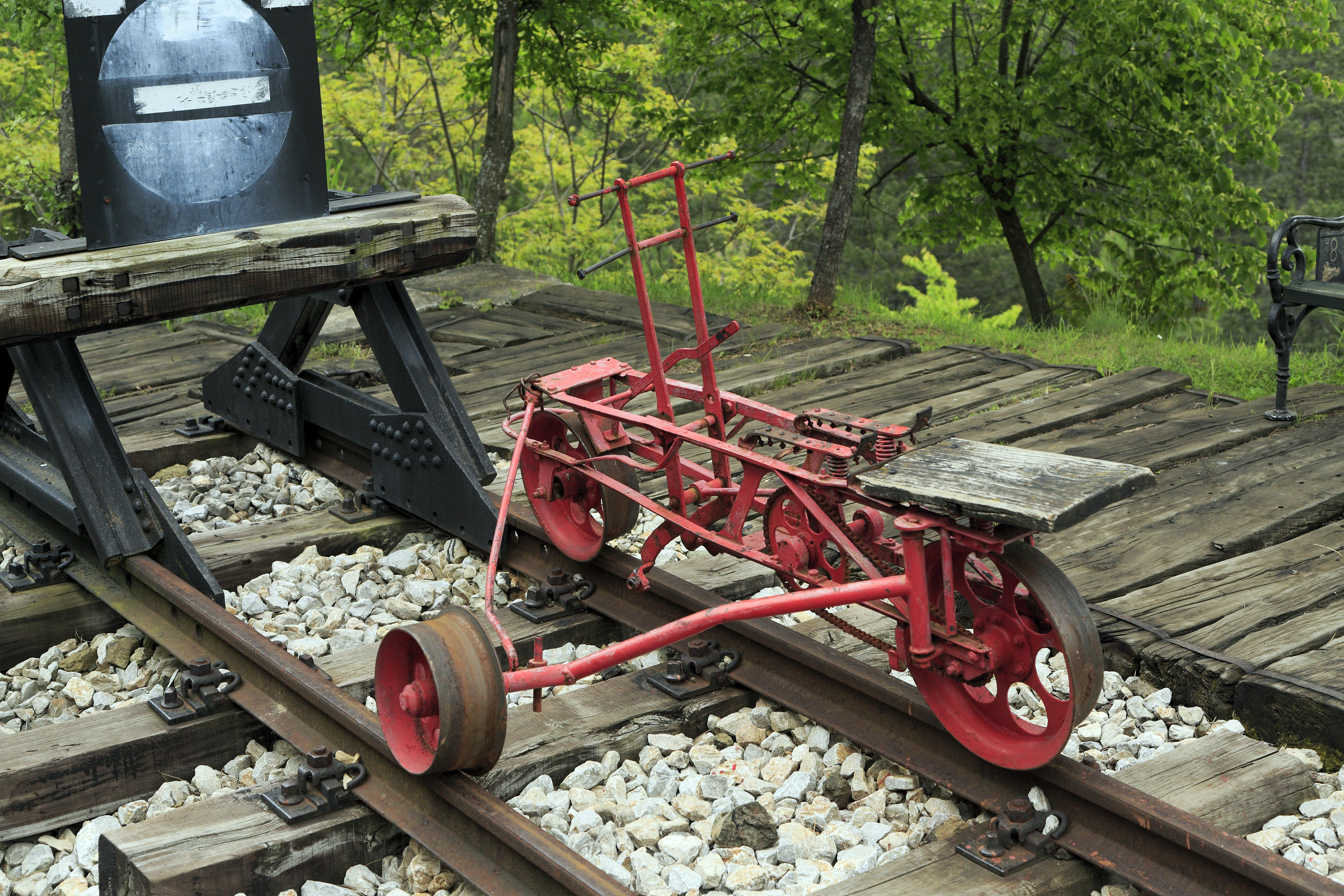
Cykeldressin

Hjuling är ett tidigare namn på ett litet järnvägsfordon, vanligen drivet med muskelkraft. De tillverkas från början ofta av lägre järnvägspersonal för att lättare kunna ta sig fram längs banorna för inspektion, banarbete och transporter. Det fanns många typer, till exempel pikhjuling, som drevs med en stör eller pik; sparkhjuling som drevs med sparkningar mot underlaget; och tramphjulingar som trampades som en cykel. De hade tre hjul bestående av parallella skivor, varav två av hjulen var flänsade för att följa spåret. Tramphjulingar blev de vanligaste med tiden och moderniserades med frihjulsnav av cykeltyp.
Fyrhjuliga motsvarande fordon kallades dressiner, vilket övergått till att bli den vanliga benämningen också för hjulingar. FRån senare delen av 1900-talet har det blivit populärt med turiståkning med dressin på nedlagda järnvägar.
Det har även förekommit officiell persontrafik med hjuling. I Sveriges Kommunikationer 1929 annonserades att "Hjulingsskjuts kan erhållas till Tyfors, 6 km" på Sävsnäs järnväg från Neva station på Inlandsbanan.